# Peter Winquist
Jan Peter Winquist, född 13 november 1941 i Tenala, är en finländsk keramiker och kulturorganisatör. 
Efter att ha genomgått Konstindustriskolan vid Göteborgs universitet 1963–1967 knöts Winquist som formgivare till Arabia i Helsingfors och ritade bland annat en fajansservis, som belönades med guldmedalj vid biennalen i Faenza i Italien 1970. Han var 1974–1983 konstnärlig ledare vid Pentik Oy i Posio och 1985–1988 rektor för Finlands keramiska skola i Posio. 
Winquist växte upp på Åland – fadern Folke Winquist var präst i Eckerö och känd amatörmålare – och återvände 1988 då han som fri konstnär grundade Peters studio. Där har han med sällsynt entusiasm stått i spetsen för olika aktiviteter inom kulturliv och turism. Nordiska keramiker har samlats till seminarier på hans initiativ och han är även en central kraft bakom postvägsprojektet, som förbinder regioner längs den gamla postvägen från Sverige till Ryssland. Han har varit verksamhetsledare för Eckerö post- och tullhus och drev kafé Lugn & Ro i anslutning till byggnaden. Internationellt har han engagerat sig som biståndsarbetare i samband med hantverksprojekt i Libanon och Indien. 
I sin keramik har Winquist utvecklat ett personligt formspråk, där intryck från folkliga uttryckssätt, inte minst grönländsk ursprungskonst, kan spåras. Hans arbeten finns i många offentliga samlingar, bland annat Victoria and Albert Museum i London. Han är mångfaldigt prisbelönad för sin kulturinsats.